# Lincolnhavet

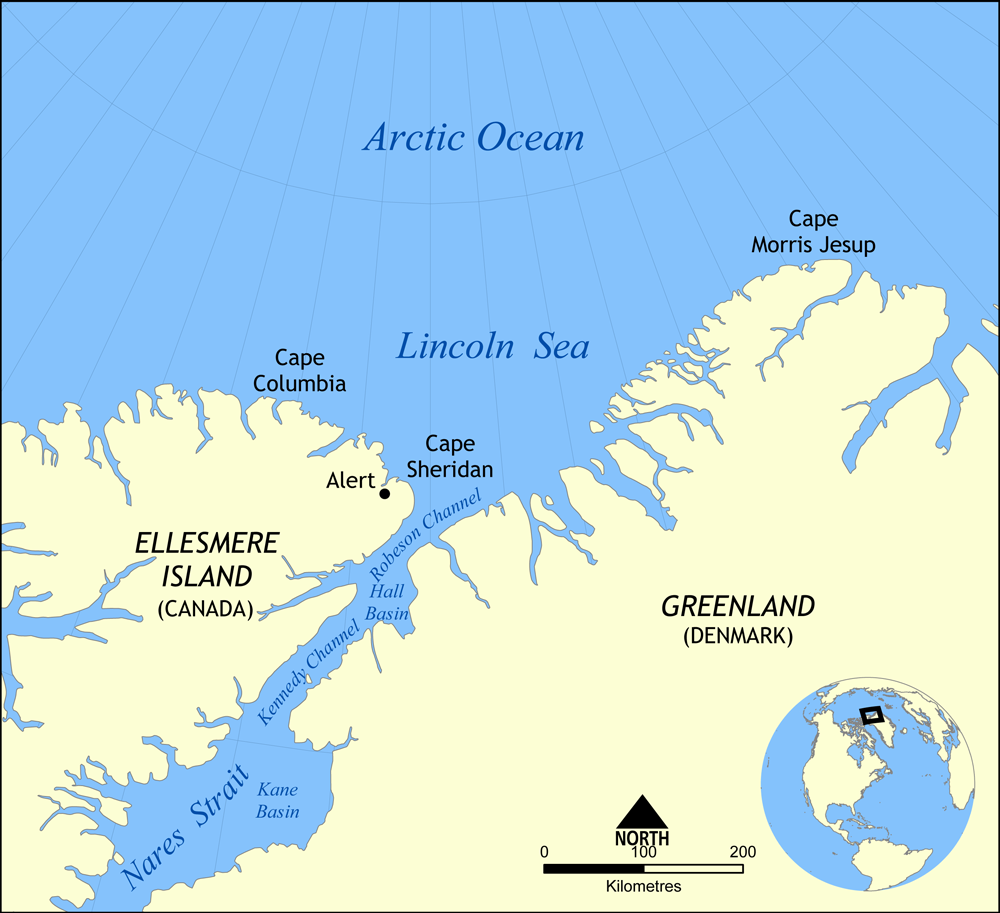
Karta på engelska över Lincolnhavet.

Lincolnhavet (engelska: Lincoln Sea) är en vattenförekomst i Arktiska oceanen som sträcker sig från Cape Columbia, Kanada i väster till Kap Morris Jesup, Grönland i öster. Den norra gränsen definieras som den storacirkellinjen mellan de två uddarna. Den är täckt med havsis hela året och är den tjockaste isen i Arktiska oceanen som kan vara upp till 15 meter tjock. Vattendjupet sträcker sig från 100 meter till 300 meter. En havsström leder vatten och is från Lincolnhavet söderut genom Nares sund, mellan Grönland och Ellesmereön. 
Havet fick sitt namn efter USA:s dåvarande krigsminister Robert Todd Lincoln på Adolphus Greelys arktiska expedition 1881-1884 till Lady Franklin Bay.
Alert, den nordligaste stationen i Kanada, är den enda befolkade platsen Lincolnhavets kustremsa.
Vattenmassan öster om Lincolnhavet (öster om Kap Morris Jesup) är Wandels hav.

## Omfattning
International Hydrographic Organization definierar gränserna för Lincolnhavet enligt följande:
- I norr. Cape Columbia till Kap Morris Jesup (Grönland).
- I syd. Cape Columbia genom nordöstra kustremsan av Ellesmereön till Kap Sheridan till Kap Bryant (Grönland) via Grönland till Kap Morris Jesup.